# غمار بلقاني
غمار بلقاني (الاسم العلمي: Gammarus balcanicus) هو نوع من المفصليات يتبع جنس الغمار من الفصيلة الغمارية.